# Heinz Rudolf Sonntag

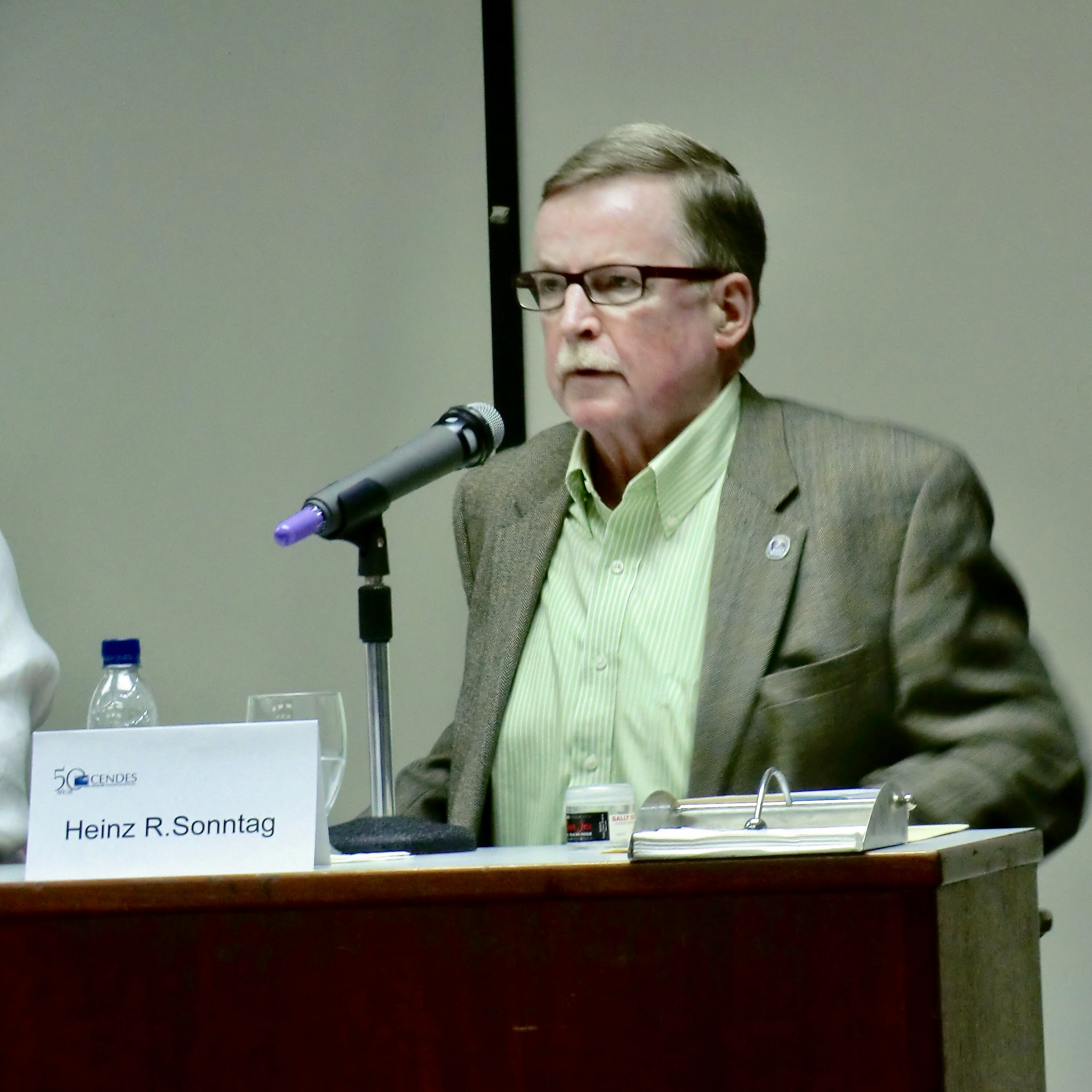
Heinz Rudolf Sonntag, 2010

Heinz Rudolf Sonntag (* 19. Juni 1940 in Neheim; † 8. August 2015 in Caracas, Venezuela) war ein deutscher Soziologe, der lange Zeit in Lateinamerika lebte und durch seine sozialistisch geprägten Beiträge Bekanntheit erlangt hat. Von 1993 bis 1995 war er Vorsitzender der Asociación Latinoamericana de Sociología.

## Leben
Heinz Rudolf Sonntag wurde in Deutschland geboren. Er studierte in Münster, Bochum und Wien Geschichte und Philosophie, arbeitete anschließend an der Sozialforschungsstelle an der Universität Münster in Dortmund. In dieser Stadt und heiratete er die Soziologin und Fotografin Elena Hochman. 1964 graduierte er in Münster als M.A. und promovierte 1967 in Bochum zum Doktor der Sozialwissenschaften mit magna cum laude. Seine Doktorarbeit mit dem Titel Marx und Lenin. Zur Soziologie der modernen Revolution wurde in deutscher Sprache, auf holländisch, schwedisch und spanisch veröffentlicht.
Ab 1968 unterrichtete Sonntag als Dozent in Venezuela, Chile, der Bundesrepublik Deutschland und Frankreich, kehrte jedoch 1973 nach Venezuela zurück. Im September 1973 begann er als Forscher im Centro de Estudios del Desarrollo (CENDES) der Universidad Central de Venezuela in Caracas. Er war 1983 dessen Leiter und zwischen 1993 und 1997 noch einmal. Von 1993 bis 1995 war er Vorsitzender der Asociación Latinoamericana de Sociología.
Im Dezember 2000 wurde Heinz Sonntag emeritiert, blieb aber in Forschung und Lehre aktiv. Bis Februar 2005 lebte er in den USA, wo er an der Brown University, der Yale University, am Amherst College und der University of Massachusetts tätig war.

## Werk
Sein Werk umfasst rund 20 Bücher als Autor und Co-Autor und etwa 70 Artikel und Essays in unterschiedlichen Sprachen. In Deutschland ist er zudem als Herausgeber mehrerer Bücher über Che Guevara bekannt. Er hat neben Lateinamerika viele Länder dieser Welt erforscht, wie Frankreich, Japan, den Senegal, England, Österreich und Italien.

## Politische Aktivität
Im Jahr 2008 wurde Heinz Sonntag Mitglied des Movimiento 2D (Bewegung 2. Dezember), das (die) zur rechten Opposition gegen den Bolivarianischen Prozess unter Präsident Hugo Chávez gehörte. Die Gruppierung bezieht sich auf das Verfassungsreferendum vom 2. Dezember 2007 und sieht „Demokratie und Freiheit“ in Venezuela im Niedergang.